# Richard Genée
Franz Friedrich Richard Genée (ur. 7 lutego 1823 w Gdańsku, zm. 15 czerwca 1895 w Baden bei Wien) – niemiecki kompozytor i librecista operetkowy.

## Życiorys
Początkowo studiował medycynę, następnie uczył się muzyki u Adolfa Stahlknechta w Berlinie. Karierę rozpoczął w teatrze miejskim w Gdańsku jako dyrygent baletowy. Od 1847 do 1855 roku był dyrektorem muzycznym i kapelmistrzem teatrów kolejno w Tallinie, Rydze, Kolonii i Düsseldorfie. Po krótkim ponownym pobycie w Gdańsku objął w 1856 roku posadę dyrektora muzycznego teatru w Moguncji, w 1860 roku w Schwerinie, a w 1863 roku w Pradze. Od 1868 roku był dyrygentem Theater an der Wien w Wiedniu. Po 1878 roku zrezygnował z pracy teatralnej, poświęcając się wyłącznie komponowaniu.
Był autorem operetek Der Geiger aus Tirol (1857), Der Schwarze Prinz (1867), Schwefels (1869), Der Seekadett (1876, wraz z Franzem Zellem), Nanon, die Wirtim vom goldenen Lamm (1877), Die letzen Mohikaner (1879), Nisida (1880), Rosina (1881), Zwilinge (1885, wraz z Franzem Zellem) i Die Dreizehn (1887, wraz z Franzem Zellem). Zasłynął jako autor librett do operetek Johanna Straussa, Franza von Suppégo i Karla Millöckera, cechujących się popularną, wartką akcją. Przetłumaczył też na język niemiecki libretta z operetek Offenbacha, Lecocqa i Sullivana.